# Vakschool Schoonhoven
Vakschool Schoonhoven is een mbo-opleiding voor goud- en zilversmeden, juwelier en uurwerktechniek te Schoonhoven, in de Nederlandse provincie Zuid-Holland.
Het is de enige school in Nederland met opleidingen op het gebied van edelsmeedkunst. De diverse goud- en zilversmederijen in de plaats Schoonhoven onderhouden een nauwe relatie met deze vakschool. Leerlingen komen echter merendeels van buiten Schoonhoven.

## Geschiedenis
De school werd in 1895 in de zilverstad Schoonhoven opgericht als Teekenschool der Nijverheidsvereeniging. In 1920 werd besloten vanwege de toegenomen kosten de school onder te brengen bij het Rijk als Rijksvak- en Kunstnijverheidsschool voor Goud- en Zilversmeden en Horlogemakers. Als directeur werd Harm Ellens aangesteld, eerder verbonden aan de Rijksrietvlechtschool. Ellens zou aanblijven tot 1932.
De school die vroeger bekendstond als de Zilverschool, is sinds 1995 onderdeel van het Rotterdamse ROC Zadkine, een regionaal opleidingencentrum.

## Studierichtingen
De vakschool heeft de volgende studierichtingen:
- Goudsmeden, niveau 3 (basisgoudsmid) en niveau 4 (goudsmid-ondernemer)
- Zilversmeden, niveau 4 (zilversmid-ondernemer)
- Juwelier, niveau 3 (medewerker juwelier) en niveau 4 (juwelier-ondernemer)
- Uurwerktechniek, niveau 3 (medewerker uurwerktechniek) en niveau 4 (uurwerktechnicus-ondernemer)

Verder biedt de school diverse losse cursussen aan.

## Meesterwerken
De studie goud- en zilversmid wordt afgesloten met het vervaardigen van een zogenaamd meesterwerk. Dit oude gildegebruik werd in 2005 weer ingevoerd op initiatief van leden van het al in de 14e eeuw in Schoonhoven opgerichte Goud- en Zilversmidsgilde St.Eloy. De vervaardigde meesterwerken worden tentoongesteld tijdens de Nationale Zilverdag in Schoonhoven in het Zilvermuseum.

## Docenten
- Harm Ellens
- Frans Zwollo sr.
- Ab Wouters
- Jan Matthesius
- Onno Boekhoudt
- Roland Graus 1974 - 2002

## Alumni
- Menno Meyer
- Esther Nagtegael
- Paul Hulskamp
- Willem Hesseling
- Katja Prins
- Willemijn de Greef
- Truike Verdegaal
- Felieke van der Leest
- Paul Derrez
- Jan Matthesius
- Onno Boekhoudt
- Peggy Bannenberg
- Floor Mommersteeg
- Annelies Planteijdt
- Joke Brakman
- Aldo Bakker
- Maja Houtman
- Mirjam Wulfse
- Eva van Kempen
- Jasper Lijfering
- Marieke Teunissen
- Kees van Berkel
- Coenraad Zielstra (1942-2010)